# 이와미국

이와미 국

이와미국(일본어: 石見国 이와미노쿠니[*])은 산인도에 위치한 일본의 옛 구니이다. 현재의 오키섬을 제외한 시마네현 서부에 해당한다. 세키슈(石州)라고도 한다.

## 군
- 아노 군 (이와미 국)(일본어판)(安濃郡)
- 니마군(일본어판)(邇摩郡)
- 나카 군 (시마네 현)(일본어판)(那賀郡)
- 오치군(邑智郡 / 邑知郡）
- 미노 군(美濃郡)
- 가노아시군(鹿足郡)
843년, 미노 군에서 분리되어 설치.

## 같이 보기
- 이와미 은광